# Marc Smith
Marc Kelly Smith (* 1949 Chicago) je americký básník a zakladatel literárně-perfomativní umělecké platformy slam poetry. Z toho důvodu se mu také přezdívá Slam Papi.

## Život
Narodil se v Chicagu. Vychodil základní školu Charlese P. Caldwella a střední školu Jamese H. Bowena. Po ukončení studia se řadu let živil jako stavební dělník, od svých 19 let se však zároveň věnoval poezii. Tento zájem vyústil roku do prapočátku slam poetry.
V listopadu roku 1984 začal Marc Smith pořádat kulturní open mic večery, jimž se přezdívalo Monday Night Poetry Reading. Jeho akce se měly od běžných autorských čtení odlišovat větším zapojením publika a divadelním přednesem textu, jelikož koncept sedících a čtoucích autorů mu připadal zastaralý, a jak se vyjádřil – "nikdo takové autory neposlouchá".
"Samotné slovo „poezie“ lidi odpuzuje. Proč? Kvůli tomu, co s tím školy udělaly. Slam ji chce lidem vrátit zpátky. Potřebujeme, aby si lidé navzájem povídali poezii. Takto sdělujeme své hodnoty, naše srdce, věci, které jsme se naučili a které nás dělají tím, kým jsme."
Marc Smith v rozhovoru pro SmithSonian

## Slam poetry

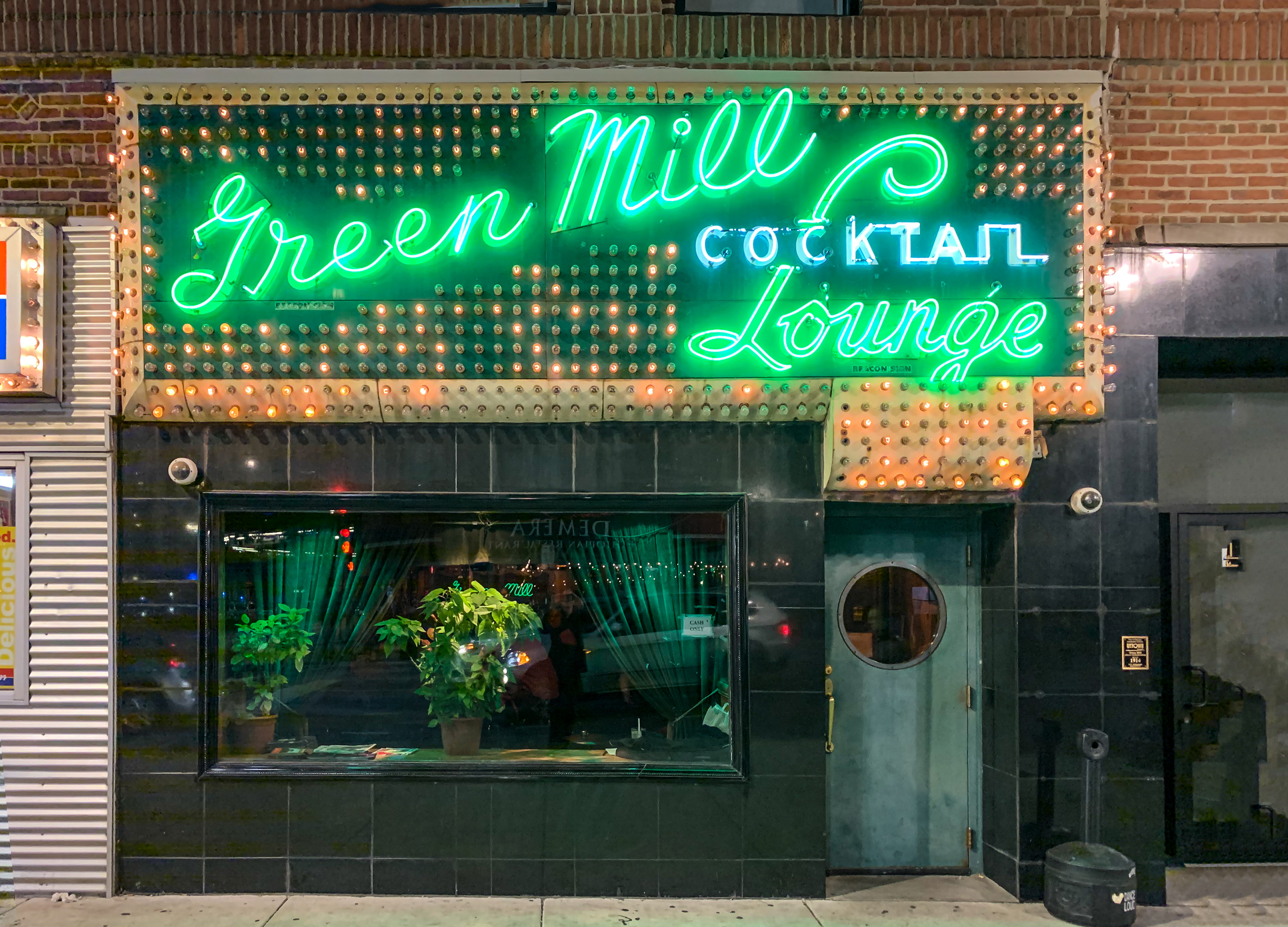
Klub Green Mill, místo prvních slam poetry exhibic

S podobně smýšlejícím souborem Smith uspořádal v roce 1986 první slam poetry v klubu Get Me High Lounge. Akce se brzy přesunuly do Green Mill, jazzového klubu v chicagské čtvrti Uptown, kde zůstaly dodnes. Mezi dalšími prvními slamery byli Mike Barrett, Rob Van Tuyle nebo Bob Holman, všichni členové Chicagského básnického souboru. Ačkoli se všechny slamy liší ve formátu, Smith je považován za zakladatele hlavních pravidel, včetně výběru porotců z publika a peněžních cen.
Uptown Poetry Slam, jak se daný komponovaný pořad jmenoval, funguje dodnes. Jde o několika hodinové pásmo slam poetry, koncertu, divadla a také stále zachovávaného open micu. V roce 1990 také pomáhal pořádat National Poetry Slam v San Franciscu, kde v současné době soutěží proti sobě o mistrovský titul přes 80 týmů z celých Spojených států.
Marc Smith odmítá slam komercializovat, proto odmítá řadu nabídek na firemní sponzoring, považuje ho stále za undergroundový žánr. Velmi se hlásí k odkazu Carla Sandburga, pořádá i komponovaný večer Sandburg to Smith-Smith to Sandburg, v níž kombinuje poezii obou dvou a dokresluje ji jazzem.

## Spisovatelská činnost
Vydal o slamu řadu knih, několik dalších je věnováno jeho autorské tvorbě. Do češtiny žádná přeložena nebyla, mezi jeho nejznámější díla patří By Someone`s Good Grace (1993), Crowdpleaser (1996) nebo Take the Mic: The Art of Performance Poetry, Slam and the Spoken Word (2009).